# Minecraft
Майнкрафт (от английски: Minecraft, mine – копаене, craft – изработване) е видеоигра, първоначално създадена от Notch и по-късно развита от неговата компания Mojang Studios. Написана на Java, играта позволява строене от различни по вид блокчета в триизмерен свят. Силно повлияна е от Infiniminer на Zachtronics Industries и Dwarf Fortress на Bay 12 Games.
Алфа-версията на играта е пусната за първи път на 17 май 2009 г., а бета-версията – на 20 декември 2010 г. Официалните версии за iOS и Android излизат на 18 ноември 2011 г. по време на MineCon 2011. На 9 май 2012 г. е пусната и версия за Xbox 360 като Xbox Live Arcade, която е разработена със съдействието на 4J Studios. До 25 май 2012 г. са продадени над 10 милиона копия на Майнкрафт за всички платформи, от които 6 милиона са за компютри.

## Режим на игра
Играчът има свободата да избира как да играе, като основните му цели са да оцелее след атаките на чудовища и да си построи подслон, освен ако не е на творчески режим (Creative Mode). Основата на играта се върти около създаването на постройки. Светът, който заобикаля играча, е направен от кубчета, които представляват различни материали, като пръст, камък, руда, дърво.
Играта започва с поставянето на играча на повърхността, в на практика безкраен свят. Героят може да върви през терена, състоящ се от равнини, планини, гори, пещери и водни басейни (морета, езера, реки, извори и др.). В играта непрекъснато тече времеви цикъл на взаимно заменящи се ден и нощ (10 минути ден и 10 минути нощ). През нощта играчът бива нападан от различни чудовища (зомби, скелет, крийпър, паяк, пещерен паяк, ендърмен, слуз, вещици), от които той трябва да защитава себе си и притежанията си. През деня се срещат безопасни същества: сепия, прасе, кокошка, крава, мухоморка (крава, покрита с червени гъби), вълк (ако го удариш отвръща, напада овце, може да бъде опитомен чрез кости), оцелот (като му дадеш риба се превръща в котка (до версия 1.13.2), плаши крийпърите и в неопитомен вид напада кокошки), овца, кон, магаре, муле, лама (едва не получила името алпака, в случай че я нападнеш – отвръща, също не харесва вълци), бяла/полярна мечка (в случай че я удариш – напада, също напада ако има дете до нея), папагали (могат да бъдат опитомени чрез семена, много са любопитни и танцуват на музика, дори могат да кацнат на рамото, махат се със скок, имитират звуците на другите същества).
В зависимост от различните животни, чрез изработване, играчът може да се сдобие с нови продукти (като например пера и месо от кокошките, мляко, кожа или месо от кравите, вълна от овцете и т.н.).
Има три свята: Горен свят (Земята; на англ. Overworld), Недър (подземният, Ада; на англ. Nether) и Край (на англ. End; първоначално създаден като противоположен на Недъра, но вече е дом на ендърмените и Ендър дракона). Различните светове се отличават със специфични чудовища и възможности за играча.

### Режим на оцеляване (Survival mode)
В режим на оцеляване играчите трябва да съберат средства, да изградят постройки, да се бият с чудовищата, да не гладуват, когато е възможно, и да опознаят околността в опит да оцелеят. Играчите имат живот и инвентар, в който те могат да събират предмети. Нещата в инвентара могат да бъдат комбинирани и от тях да се създават други, като се използват рецепти за създаването им. Няма цели, но може да постигнете да убиете boss-овете в играта (Ендър дракона и Уидъра, от 1.19 и Уардена) и да съберете всички постижения.

### Творчески режим (Creative mode)
Творческият режим е направен за забавление. В него притежавате всички предмети и блокове, които има в играта, и може да ги използвате неограничено. Умирате само когато при копаене, ако стигнете до основен камък и го счупите (тогава пропадате в бездънна пропаст – падате в Void(работи само на Java, като в Bedrock Edition има невидима платформа на която може да се ходи.)) или когато се напише в чата командата /kill. Могат също така да се създават същества (мобове). В творчески режим чудовищата не могат да нападат. Има много команди, които могат да се използват, като /give, /gamemode и др .

### Екстремен режим (Hardcore mode)
Екстремният режим е като оцеляване, но с малко допълнение – имате само 1 живот и светът е заключен на най-трудното ниво. Умрете ли, няма бутон за прераждане. След смъртта, на играча се предоставят две възможности – да стане наблюдател или да се изтрие света.

### Приключенски режим (Adventure mode)
Приключенският режим е режим на игра, предназначен за създадени от играчи карти, ограничаващ част от играта в Minecraft. В този режим играчът не може директно да унищожава никакви блокове с каквито и да било инструменти или да поставя каквито и да е блокове, за да се избегни възможността от разваляне на приключенски карти или скърбящи сървъри. Приключенският режим е достъпен само с команди или селектора на режим на игра.

### Режим на наблюдение (Spectator mode)
При режима за наблюдение играчът приема формата на „призрак“ (летяща невидима глава) и може да лети навсякъде с голяма скорост. Отличително е, че в тази си форма играчът не може да докосва, да разрушава или да поставя блокове. Не може и да стъпва върху тях, като вместо това прелита, все едно не са там. За другите той е невидим.
Този режим се активира чрез командата"/gamemode spectator". Възможно е да се активира и след смъртта на играча в екстремен режим, ако той натисне бутона Spectate World (на бълг. „Наблюдавай света“). Има ограничена употреба в карти и сървъри.

## Измерения

### Ад (Недър)
Характеризира се с горещината и повишената си опасност. Първоначално е сравнително бедно измерение, но бива обновено и подобрено с излизането на версия 1.16 (Nether Update) на 23 юни 2020 г. Недърът е ключова дестинация за побеждаването на играта и съдържа множество уникални същества и материали.

#### Достъп
Осъществява се чрез специален портал, наречен „недър портал“. Изгражда се от блокове обсидиан във формата на рамка, така че да се получи отвор. В режим на оцеляване обсидианът се прави като се залее сравнително голямо езеро лава с вода. Може да се счупи единствено с диамантена или по-добра кирка. Минималният размер на рамката обсидиан е 4х5 блока (ширина х височина), като няма нужда ъглите да са обсидиан. Може да е всякакви други пропорции, но задължително четириъгълник. Порталът се активира със запалка (на англ. Flint and Steel).

#### Облик
Подобен е на пещерите на Земята, но е много по-голям и червен. Основните му съставки са уникалният за измерението блок недъррак (netherrack) и лавата. Има няколко биома:
- Базалтови делти (Basalt Deltas),
- Пурпурна гора (Crimson Forest),
- Адски пустини (Nether Wastes),
- Долина на пясък на душите (Soul Sand Valley),
- Шантава гора (Warped Forest).

#### Постройки
В т.нар. Недър (Nether) се крият специални масивни постройки, пълни с примамлива плячка, но и опасни чудовища.
Най-важната и търсена постройка е Адската крепост (Nether Fortress). Тя е изградена от високи, дебели, квадратни кули, свързани помежду си с мостове. Основият градивен блок на Адската крепост е уникален за нея и се нарича Nether Bricks (на бълг. Адски тухли или Тухли от Недъра). В Адската крепост се срещат чудовищата блейз и уидър скелет, като тя е единственото място, където те се създават. Без нея няма как да отидеш в края (End).
Друга срещата постройка е Бастионът (на англ. Bastion Remnant, в буквален превод Остатък от Бастион). Той е огромна, подобна на замък постройка от черен камък, в която се помещават пиглини. Има четири различни варианта на Бастион, всеки с уникална плячка и форма:
- мостове,
- жилищни единици,
- конюшни на хоглини,
- съкровищници.

Най-често Бастионите привличат играча с голямото си количество златни блокове и уникалния за Бастиона музикален диск – Pigstep.
В Недъра се срещат още две, по-маловажни постройки – Адски фосили, които представляват остатъци от огромни скелети, и Разрушени портали – съответно остатъци от недър портали. Разрушеният портал се характеризира с наличие на златни блокове и съндък с плячка.

#### Чудовища
Списък със създанията, които могат да бъдат срещнати в Недъра:
- Блейз (Blaze),
- Кокошка (Chicken),
- Кокошка, яздена от бебе зомби (Chicken Jockey),
- Ендърмен (Enderman),
- Призрак (Ghost),
- Хоглин (Hoglin),
- Магмен куб (Magma Cube),
- Пиглин (Piglin),
- Разярен пиглин (Piglin Brute),
- Скелет (Skeleton),
- Страйдер (Strider),
- Уидър скелет (Wither Skeleton),
- Зомбиран пиглин (Zombified Piglin).

#### Руди
Списък с рудите, които могат да бъдат намерени в Недъра:
- Кварц (Nether Quartz) – най-често срещан между Y нива 10 и 114,
- Злато (Nether Gold) – най-често срещано на Y ниво 15,
- Древни отломки (Ancient Debris) – най-често срещани между Y нива 13 и 17. Използва се за създаването на Недърайт,
- Черен камък (Blackstone) - навсякъде между Y нива 10 и 114, като може да бъде срещнат и в  Бастионите.

### Горният свят (Overworld)
Това е светът, в който играчът се ражда и оцелява, строи, събира материали.

#### Постройки
На Земята има много постройки: села, водни и горски храмове, изоставени мини и подземия.
От версия 1.11 са добавени дървени имения.
През 1.14 са добавени селяни с професии.
От версия 1.19 има и добавен и древен град(ancient city).

#### Руди (OVERWORLD)
1. Въглища – намират се от 232 до -64 ниво и имат черни петна.
2. Медна руда – намира се от 232 до -16 ниво и имат оранжеви и зелени петна.
3. Желязо – намира се от 232 до -64 ниво и има бежови петна.
4. Злато – намира се от 32 до -64 ниво и има златисти петна. Само в биома на месата се намира от 232 до -64.
5. Червен камък – намира се от 15 до -64 ниво и има червеникави петна.
6. Лазурит – намира се от 64 до -64 ниво и има тъмносини петна.
7. Смарагд – намира се от 232 до -64 ниво и има зелени петна. Това е най-рядката руда и се намира само в биома на планините.
8. Диамант – намира се от 12 до -64 ниво и има светлосини петна.

#### Чудовища
1. Крийпър (Съществува поради грешка в кодирането, но създателят Notch го оставя в играта; трябвало е да бъде прасе)
  1. Зареден крийпър (Когато крийпър бъде ударен от мълния), (когато се взриви близо до определено чудовище, то пуска главата си)
2. Скелет (има „по-умни“ версии които си слагат и броня).
  1. Скелет-скитник (Намира се в снежните природни зони),
  2. Скелет-конник (Като мълния удари кон). Появяват 4 и винаги са с омагьосана желязна каска заради която не изгарят на слънце
3. Зомби (има „по-умни“ версии които се въоръжават могат да си сложат и броня. Могат да вземат предмети на играчи, но като умрат ги пускат).
  1. Изсъхнало зомби Намира се в пустините (При трудност „нормално“ или „трудно“ те заразяват с глад за 20 секунди)
  2. Удавник (При удавяне на обикновено зомби или при движение през морето)
  3. Зомбиран селянин (Когато селянин бъде убит от зомби или рядко самостоятелно)
  4. Бебе зомби
  5. Бебе зомби ездач (появява се върху кокошка)
  6. Зомби Гигант (Призовава се само с команда /summon giant, вече не атакува, но в стари версии атакува)
4. Паяк
  1. Модификация: Пещерен паяк – отровен (Генерира се само от спаунове)
  2. Скелет върху паяк
5. Пазител (Генерира се във водните крепости)
  1. Древен пазител (Намира се във водните крепости)Херобрайн (en|Herobrine, фолклорен образ, не е измислен от играчите – клонинг на Стийв без очи, който е само теория) има модове за него
6. Ендермити (Могат да се появят от хвърляне на Ендър Перла, има 0,5% шанс да стане)
7. Ендърмен (рядко, при телепортиране)
8. Херобрайн (en|Herobrine, фолклорен образ, необясним за играчите – клонинг на Стийв без очи, който е само теория) има модове за него.
9. Ентити 303 (en|Entity 303), който подобно на Херобрайн, е само теория.

### Краят

#### Достъп
Достъпът до Края също се осъществява чрез портал, но за разлика от този към Недъра той може да бъде построен от играча, но само на творчески режим по следния начин: застава се в средата и се поставят около центъра отвътре 3×3 блока и се слагат очите от края. Порталът се намира в Стронгхолда (подземни крепости), коите се намират чрез хвърляне във въздуха очи от края. Накъдето сочят, натам се намира, като има шанс да избухнат (20%) и да не се получат обратно. Самият портал е квадрат 3х3 и се активира чрез поставяне на очи от края върху външните му блокове.

#### Целта на Края
За да завърши приключението, трябва да се убие драконът, намиращ се в Края, но това не е лесно, защото има множество от кули, които регенерират живота му. За това първо трябва да се унищожат те.
След като е победен звярът, може да се вземе яйцето и XP-то му и играчът да се прибере и да си продължи живота, като се отварят т.н. Endgateway, които могат да заведът играчът към Островите в края по-лесно.

### Чудовища в Края
1. Ендърмен
2. Шулкър (Намира се в града в Края след побеждаване на Ендър Дракона)
3. Ендермити (получаващи се чрез телепортиране на играча с Ендър перла (Enderpearl) като шансът е много малък (5%). Те могат да се получат навсякъде, не само в Краят. Те агресират ендърмените. По този начин се правят ферми за ендърмени.)
4. Ендър Дракон(един от босовете в играта, може да бъде респаунван)

#### Структури
От версия 1.9 са добавени Островите в Края, в които се намират постройките.
1. Замъци-Ендсити
2. Кораби (В тях се намират крила (елитри) и главата на дракона, както и отвари на лекуване)

## Singleplayer и multiplayer
Играта има 2 режима - Singleplayer и Multiplayer
При SinglePlayer играчът си създава свой собствен свят и само той може да влезе в него. Някои хора създават такъв свят и с помощта на командни блокове ги правят по-интересни и атрактивни. После качват тези светове в сайтове и други хора могат да ги свалят и играят.

При Multiplayer трябва да се плаща за игра. Когато един човек иска да създаде сървър, той намира хостинг фирма, която създава сървъра. Другият вариант е играчът да си настрои собствен сървър на компютъра си, но не могат да влизат играчи, които не са свързани към същия Интернет. Трябва да се променят настройки в рутера и в компютъра.
В публичните Minecraft сървъри, има плъгини, които правят играта по-интересна като крейтове, бан за време, команди и роли и др. Тези плъгини се свалят и на определени версии на сървъра напр. Paper. На нормалната vanilla не могат да се свалят плъгини.

## Издания

### Minecraft: Pocket Edition
През август 2011 г. Minecraft: Pocket Edition е пуснат за Xperia Play на Android Market като ранна алфа версия. След това бива пуснат за няколко други съвместими устройства на 8 октомври 2011 г. Версията на Minecraft за iOS е пусната на 17 ноември 2011 г. Порт бил предоставен за Windows Phones малко след като Microsoft придобива Mojang. Портът се концентрира върху творческата сграда и примитивния аспект на оцеляването на играта и не съдържа всички функции на версията за компютър. В акаунта си в Twitter Йенс Бергенстен споделя, че джобното издание на Minecraft е написано на C++, а не на Java, тъй като iOS не може да поддържа Java.
На 10 декември 2014 г., в съответствие с придобиването на Mojang от Microsoft, бива пуснат порт на Pocket Edition за Windows Phone 8.1. На 18 януари 2017 г. Microsoft обявява, че повече няма да поддържа Windows Phone версиите на Pocket Edition. На 19 декември 2016 г. била пусната пълната версия на Minecraft: Pocket Edition за iOS, Android и Windows Phone.
Pocket Edition бил заменен от Minecraft: Bedrock Edition през 2017 г., което позволява кросплатформена игра с издания Xbox One и Nintendo Switch.

### Наследени конзолни издания
Версия на играта за Xbox 360, разработена от 4J Studios, е пусната на 9 май 2012 г. На 22 март 2012 г. бива обявено, че Minecraft ще бъде водещата игра в нова промоция на Xbox Live, наречена Arcade NEXT. Играта се различава от версиите за настолен компютър по редица начини, включително новоразработена система за изработка, интерфейс за управление, уроци по време на игра, мултиплейър с разделен екран и възможност за игра с приятели чрез Xbox Live. Световете във версията за Xbox 360 също не са „безкрайни“, а по същество са барикадирани от невидими стени. Версията за Xbox 360 първоначално наподобявала по съдържание на по-старите PC версии, но постепенно била актуализирана, за да се доближи до текущата версия на компютъра преди нейното прекратяване. Версия за Xbox One, включваща по-големи светове наред с други подобрения е пусната на 5 септември 2014 г.
Версиите на играта за PlayStation 3 и PlayStation 4 са пуснати съответно на 17 декември 2013 г. и 4 септември 2014 г. Версията за PlayStation 4 е обявена като заглавие за стартиране, въпреки че в крайна сметка бива отложено. Версия за PlayStation Vita също е пусната през октомври 2014 г. Подобно на версиите за Xbox, версиите за PlayStation са разработени от 4J Studios.
На 17 декември 2015 г. излезе Minecraft: Wii U Edition. Версията на Wii U получава физическа версия на 17 юни 2016 г. в Северна Америка в Япония на 23 юни 2016 г. и в Европа на 30 юни 2016 г. Версия на играта за Nintendo Switch е пусната в Nintendo eShop на 11 май 2017 г., заедно с физическа версия на дребно, зададена за по-късна дата. По време на презентация на Nintendo Direct на 13 септември 2017 г., Nintendo обяви, че Minecraft: New Nintendo 3DS Edition ще бъде достъпно за изтегляне веднага след предаването на живо, а физическо копие ще бъде достъпно на по-късна дата. Играта е съвместима само с „новите“ версии на системите 3DS и 2DS и не работи с оригиналните модели 3DS, 3DS XL или 2DS.
На 20 септември 2017 г. бе пусната актуализацията Better Together за Xbox One, Windows 10, VR и мобилни версии на играта, които използват двигателя Pocket Edition, за да позволи игра на различни платформи между всяка от тези версии. Тази версия на играта в крайна сметка стана известна като Bedrock Edition. Скоро след това изданието Bedrock беше пренесено и на Nintendo Switch.
На 18 декември 2018 г. версиите на Minecraft за PlayStation 3, PlayStation Vita, Xbox 360 и Wii U получават последната си актуализация и по-късно стават известни като Legacy Console Editions.
Версията на Minecraft за PlayStation 4 е актуализирана през декември 2019 г. и става част от изданието Bedrock, което даде възможност за кросплатформена игра за потребители с безплатен акаунт в Xbox Live.